# Zygmunt Noskowski
Zygmunt Noskowski   (Varsòvia, 2 de maig de 1846 - Varsòvia, 23 de juliol de 1909) fou un compositor i director d'orquestra polonès.
Estudià en la seva ciutat nadiua, amb el mestre Stanisław Moniuszko i, posteriorment, es perfeccionà a Berlín, amb Friedrich Kiel, on efectuà les seves primeres experiències com a compositor: Simfonia en la, per a orquestra, i Variacions i fuga, per a quartet de corda, sobre un tema de Viotti, així com algunes composicions per a piano, de tipus descriptiu. Durant cinc anys fou mestre de música d'una institució de cecs, i inventà per aquests una notació musical, i va ser nomenat el 1876 director del Conservatori de Constança. Retornà a Varsòvia i des del 1888 fou professor del Conservatori, on fou, a més, director de la Societat de Música i de la Filharmònica, i segon director d'orquestra de l'Òpera des de 1906, i on tingué molts alumnes, entre ells a Stanislaw Kazuro, Karol Szymanowski, Henryk Wieniawski, Ludomir Różycki o Feliks Władysław Starczewski.
Com a compositor va compondre obres simfòniques d'estil postromàntic, entre elles la simfonia De primavera a primavera (1903), les variacions simfòniques De la vida d'una nació (1901), i el poema simfònic L'estepa (1897) i diverses col·leccions de composicions per a piano (Moments mélodiques, 1891; Pensées lyriques, 1893). A més se li deuen, un Tractat d'harmonia (1902) i un Tractat de contrapunt (1906).